# John Colicos
John Colicos (Montreal; 10 de diciembre de 1928 - Toronto; 6 de marzo de 2000) fue un actor canadiense de ascendencia griega. Fue un distinguido actor de teatro en Inglaterra, Estados Unidos y Canadá.

## Carrera
Colicos es mencionado en los diarios de Kenneth Williams, donde el mordaz actor y comediante menciona lo impresionado que estaba por la actuación del joven suplente que asumió el papel de rey Lear, cuando el actor que iba a interpretarlo se mostró incapaz de salir a escena porque estaba completamente borracho. (Colicos es mencionado en el índice, no en la actual entrada del diario de Williams). En 1957 apareció en la obra de teatro Mary Stuart en el Phoenix Theatre de Nueva York y en 1963 apareció en la obra Troilus and Cressida en el Stratford Festival en Ontario, Canadá. Otros de sus créditos en el teatro de Nueva York son El rey Lear (1956), The Devils (1965-1966), Serjeant Musgrave's Dance (1966) y Soldados (1968).
Interpretó el papel de Monks en el programa DuPont Show of the Month en 1959. También realizó memorables actuaciones en la serie de 1966 The Secret Storm, como el inescrupuloso Thomas Cromwell en la película de 1969 Ana de los mil días y como el gobernador de Umakran en el episodio "The Goddess Calabra" en la serie de televisión canadiense The Starlost. 
En 1982 llegó su incursión a la televisión educativa con la galardonada producción de Prophecy with John Colicos. El escritor y director Robert Gardner recordaría así su primer encuentro con el famoso actor: «Yo lo había visto decenas de veces en películas y en series de televisión y estaba muy nervioso. En verdad, sin embargo, fue un placer trabajar con él. Una vez que él sintiera que ya estabas preparado, era completamente profesional. Su presencia en la producción de noventa minutos fue la principal razón por la que ganó la prestigiosa medalla de oro en el festival internacional de cine de Atlanta».
En televisión, es quizás mejor recordado por interpretar al comandante klingon en Star Trek, así como interpretando al conde Baltar en la película original y serie de televisión Battlestar Galactica. Apareció en varios episodios de series de televisión como Mannix. 
Tiene la distinción de ser el primer comandante klingon visto en la franquicia de Star Trek, en donde personificó al comandante Kor en el episodio de la primera temporada "Errand of mercy". También tuvo numerosas apariciones en episodios de series de televisión durante la década de los sesenta en el papel de villano en al menos tres episodios de Misión imposible. Apareció en cuatro de los ocho episodios del docudrama de la CBC The National Dream: Building the Impossible Railway, como el general de ferrocarriles William Cornelius Van Horne. Años después volvería a aventurarse en el mundo de la ciencia ficción, y durante la década de los noventa también realizó numerosos doblajes en varias series de ficción animada. Volvió a ponerse en la piel del comandante Klingon Kor en la serie Star Trek Deep Space Nine, en tres episodios.
Colicos murió el 6 de marzo de 2000 tras haber sufrido varios ataques al corazón.

## Filmografía
- 1950-Forbidden Journey
- 1969-Ana de los mil días
- 1971-Raid on Rommel
- 1971-Red Sky at Morning
- 1972-The Wrath of God
- 1973-Scorpio
- 1976-Drum
- 1976-Breaking Point
- 1978-Battlestar Galactica
- 1980-Phobia
- 1980-The Changeling
- 1981-El cartero siempre llama dos veces
- 1982-Creepshow
- 1982-Prophecy with John Colicos. Producida por TvOntario
- 1987-Nowhere to Hide
- 1988-Shadow Dancing